# Coherent Corp.
Coherent Corp., vormals II-VI Incorporated, ist ein amerikanischer Hersteller von II-VI-Verbindungshalbleitern und Lasern mit Sitz in Pennsylvania. Es werden Zinkselenid für Infrarot-Laser (CO2-Laser), Yttriumvanadat (YVO4) und Yttriumlithiumfluorid für die Datenübertragung per Lichtwellenleiter, Germanium für militärische Infrarotkameras, Bismuttellurid für Peltier-Elemente sowie hochgenaue Keramiken (aus Siliciumcarbid) und Metall-Matrix-Verbundwerkstoffe für Flüssigkristallanzeigen, Halbleiter und Optiken produziert.
1971 begann das Unternehmen mit der Herstellung von Cadmiumtellurid für CO2-Laser.
2012 übernahm II-VI die LightWorks Optics, welche Infrarotsensoren für Drohnen, Raketen und Kampfflugzeuge herstellt. 2013 wurde die HIGHYAG Lasertechnologie GmbH aus Kleinmachnow übernommen. 2022 übernahm II-VI die Coherent Inc. und firmiert seitdem als Coherent Corp.